# Цхинвальский регион

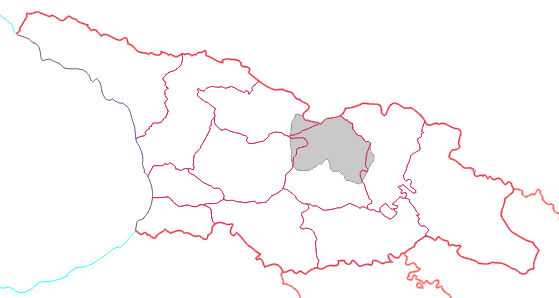
Бывшая Юго-Осетинская автономная область на карте Грузии.

Цхинва́льский регио́н (груз. ცხინვალის რეგიონი — цхинвалис рэгиони) — название территории бывшей Юго-Осетинской автономной области и в целом Южной Осетии в современном грузинском и международном политическом дискурсе.
Временный административный центр осетинской администрации подчинявшейся Тбилиси, до 2008 года располагалось в селении Курта, на юге Цхинвальского региона. В Цхинвальском регионе в период с 1992-2008 год, в зоне Контролируемой Грузией числилось около 15, 17 000 человек состоявшие на 80 % из  этнических грузин, в меньшей степени осетин, после 2008 из этого числа людей остались проживать, около, 4000-6000 человек.
Ранее для обозначения этой территории грузинские власти использовали термин Самачабло, после отстранения от власти Звиада Гамсахурдия используемый только в редких неофициальных контекстах. После войны в августе 2008 года термин Самачабло вновь стал набирать популярность.
В административно-территориальном делении независимой Грузии бо́льшая часть Цхинвальского региона формально относится к краю Шида-Картли. Официальными грузинскими властями Цхинвальский район включён в Горийский, Знаурский — в Карельский, их частично контролировала Шида-Картлийская администрация. Ленингорский район переименован в Ахалгорский (в связи с переименованием райцентра из Ленингор в Ахалгори) и включён в состав края Мцхета-Мтианети. Большая часть Дзауского района включена в состав Джавского муниципалитета (по грузинской форме названия райцентра — Джава), западная часть (с городом Квайса) присоединена к Онскому муниципалитету края Рача-Лечхуми и Нижняя Сванетия, а юго-западная часть — к Сачхерскому муниципалитету края Имеретия.
После войны 2008 года, когда власти частично признанной Южной Осетии установили контроль над всей территорией республики, грузинское руководство заявило о том, что Ахалгорский район не является частью Цхинвальского региона, поскольку населён в основном грузинами в связи с изгнанием большей части осетинского населения,
после 1992 года контролировался Грузией и, соответственно, не является зоной конфликта.

## Населённые пункты региона под контролем Грузии до войны 2008 года
- Курта (временный административный центр) — полностью уничтожен
- Нижний Ачабети — полностью уничтожен
- Верхний Ачабети — полностью уничтожен
- Тамарашени — уничтожен, частично перезастроен как микрорайон города Цхинвали «Московский»
- Кехви — полностью уничтожен
- Дзарцеми — полностью уничтожен, на месте расположен военный полигон
- Хеити — полностью уничтожен,
- Кемерти
- Свери
- Эредви — частично уничтожен, церковь сохранена
- Берула — частично разрушен
- Белоти
- Ванати
- Сацхенет
- Зонкари
- Картлис Приси
- Коркула
- Отреви
- Нули — полностью уничтожен
- Авневи — практически уничтожен[7]
- Калети
- Верхний Окона
- Лопан
- Белоти
- Ксуиси
- Дисеви